# Горішнє Ізворово
Горішнє Ізворово (болг. Горно Изворово) — село в Старозагорській області Болгарії. Входить до складу общини Казанлик.

## Населення
За даними перепису населення 2011 року у селі проживали 222 особи.
Національний склад населення села:
| Національність   | Кількість осіб | Відсоток |
| ---------------- | -------------- | -------- |
| болгари          | 193            | 86,9%    |
| турки            | 27             | 12,2%    |
| Всього відповіли | 222            |          |

Розподіл населення за віком у 2011 році:
Динаміка населення: